# 和泉邦彦
和泉 邦彦（いずみ くにひこ、1849年3月12日（嘉永2年2月18日）- 1913年（大正2年）6月6日）は、明治期の日本の政治家。衆議院議員。旧姓・児島。

## 経歴
薩摩国伊佐郡宮之城郷屋地村（鹿児島県伊佐郡宮之城郷屋地村、南伊佐郡宮之城郷屋地村、宮之城村、宮之城町を経て現さつま町）で薩摩藩士・児島七郎右衛門の長男として生まれ、1868年（明治元年）和泉少左衛門の養子となり家督を相続した。藩校造士館で学んだ。
明治維新後、東京愛宕下警察区長に就任。台湾出兵に参加。明治六年政変で下野した西郷隆盛に従い帰郷。西南戦争に参加し、戦後、東京の市谷監獄に入獄。出獄後、郷友会・三州会の設立に参画。1882年（明治15年）10月、『麑城新報』を創刊した。九州改進党鹿児島部が設立すると常務委員に就任。1883年（明治16年）7月、鹿児島県会議員に選出された。自由民権運動で中江兆民らと交流し東洋学館の設立に参画した。
1898年（明治31年）8月、第6回衆議院議員総選挙（鹿児島県第4区）で初当選し、その後、第8回総選挙まで再選され、最後は無所属となり衆議院議員に連続3期在任した。
その後上京し、駒場農林学校（東京農林学校）舎監を務め、加治木常樹著『薩南血涙史』を出版した。

## 国政選挙歴
- 第6回衆議院議員総選挙（鹿児島県第4区、1898年8月、無所属）当選[2][7]
- 第7回衆議院議員総選挙（鹿児島県郡部、1902年8月、無所属）当選[2][8]
- 第8回衆議院議員総選挙（鹿児島県郡部、1903年3月、政友倶楽部）当選[8]